# Huáscar (1865)
Huáscar byla obrněná věžová loď peruánského námořnictva, která byla zároveň jeho vlajkovou lodí. Účastnila se druhé tichomořské války, přičemž byla roku 1879 ukořistěna chilským námořnictvem, které si ji ponechalo. Po svém vyřazení byl Huáscar přeměněn na muzejní loď.

## Stavba

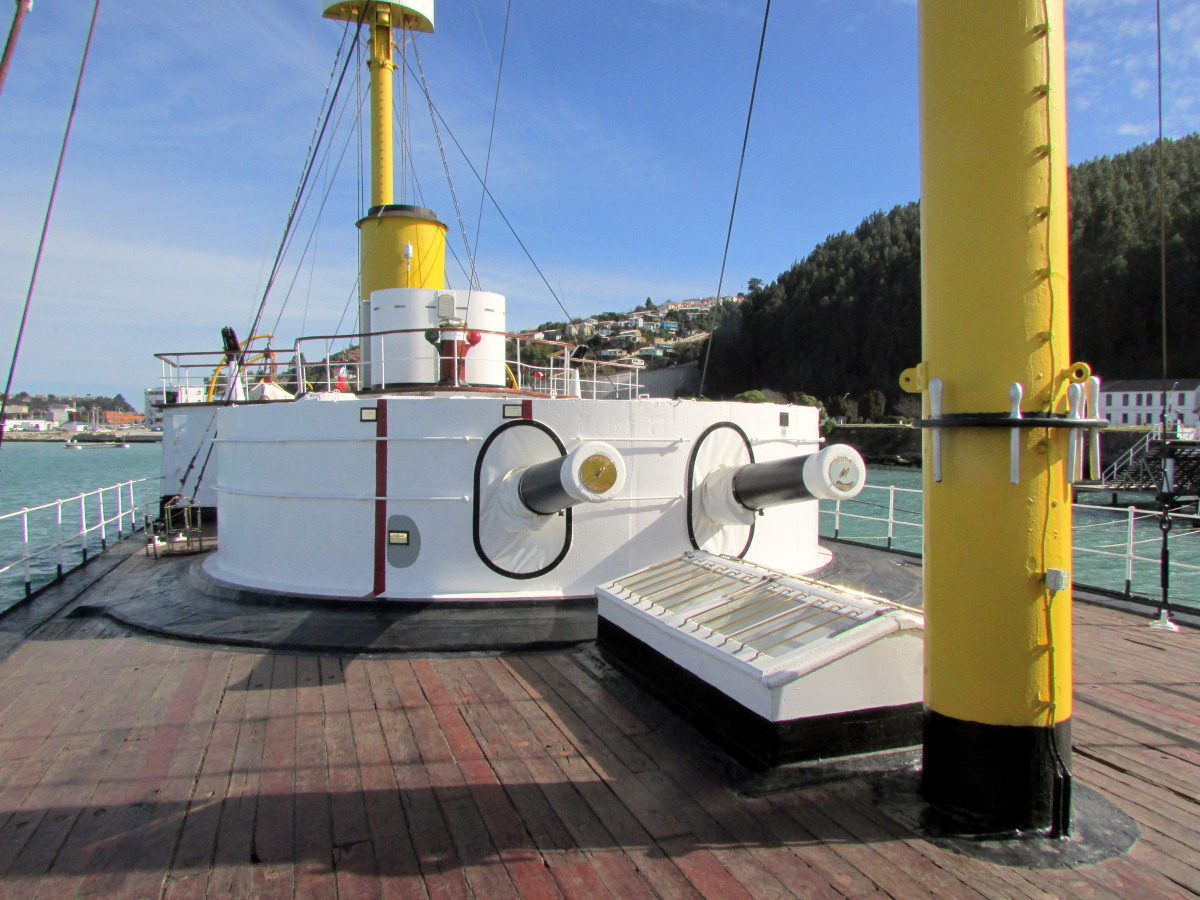
Dělová věž Huáscaru

Stavba věžové lodě Huáscar byla objednána roku 1864 u britské loděnice John Laird, Sons & Co. v Birkenheadu. Peruánská vlády jej zamýšlela nasadit proti Španělsku v první tichomořské válce. Stavba byla zahájena roku 1864. Plavidlo bylo na vodu spuštěno 7. října 1865 a do služby bylo přijato 8. listopadu 1866.

## Konstrukce

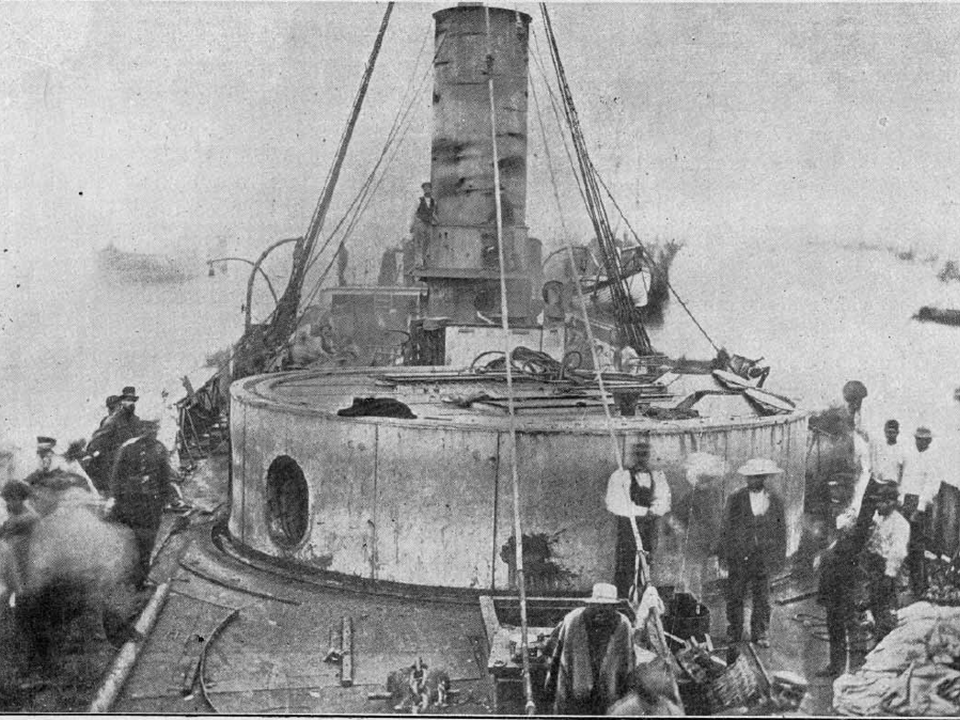
Dělová věž Huáscaru po bitvě u Angamosu

Plavidlo bylo po dokončení vyzbrojeno dvěma 254mm/14 kanóny Armstrong umístěnými ve velké otočné dělové věži, které doplňovaly dva 120mm kanóny Armstrong. Zároveň bylo vybaveno příďovým klounem. Chrání jej železný pancíř, zejména až 114mm pás na bocích a až 203mm pancíř dělové věže. Pohonný systém tvoří čtyři kotle a jeden parní stroj o výkonu 1650 hp, pohánějící lodní šroub. Nejvyšší rychlost dosahuje 12,3 uzlu.

### Modernizace
V 80. letech 19. století plavidlo dostalo novou výzbroj, kterou tvořily dva 203mm/26 kanóny Armstrong, dva 120mm kanóny Armstrong, dva 57mm kanóny Hotchkiss a deset 37mm kanónů Hotchkiss.

## Služba

### První tichomořská válka

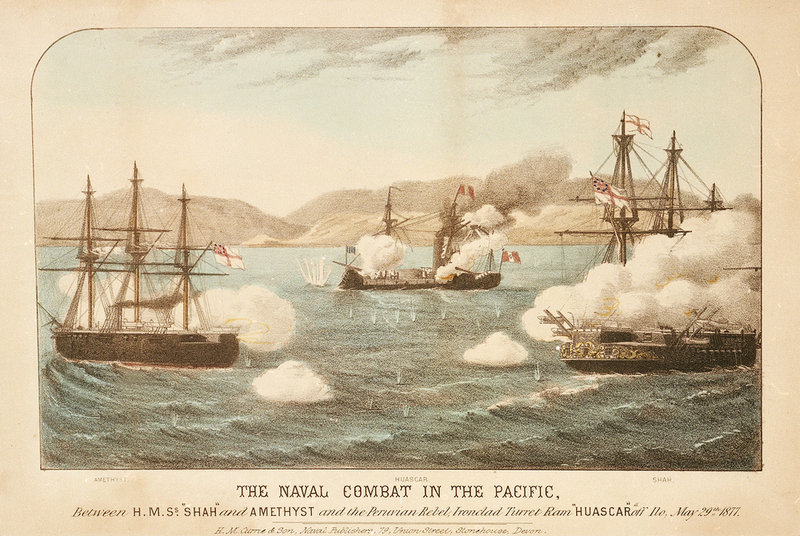
Huáscar v bitvě u Pacocha

Dne 20. ledna 1866 se Huáscar vydal na cestu z Evropy do Peru. Během cesty strávil měsíc v Brestu, byl odmítnut několika státy, srazil se s fregatou Independencia, prodělal měsíční opravu v Rio de Janeiru a dokonce po cestě potopil španělskou brigantinu. Dne 7. června 1866 Huáscar připlul do chilského přístavu Ancud (Chile a Peru byli ve válce spojenci), do bojových operací už se zapojit nestihl. Plánováno bylo jeho nasazení proti španělským silám Filipínách, tato operace však byla zrušena.

### Peruánská občanská válka

Huáscar v nerovném boji s chilskými obrněnci Blanco Encalada a Almirante Cochrane v bitvě u Angamosu

Za občanské války v Peru byl Huáscar dne 6. května 1877 obsazen povstalci, kteří chtěli svrhnout tamního prezidenta. Nasadili jej při obsazení přístavu Callao a zejména k nájezdům proti regionálnímu námořnímu obchodu, které měly zemi destabilizovat. Mezi postižená plavidla patřila i dvě britská plavidla, což vyvolalo reakci britského královského námořnictva. Dne 29. května 1877 byl Huáscar zastižen britským svazem tvořeným fregatou HMS Shah a korvetou HMS Amethyst. Když se odmítl vzdát, došlo ke střetu, známém jako bitva u Pacocha. V něm se ukázalo, že Huáscar je imunní vůči britské dělostřelbě, ale jeho vlastní střelba je nepřesná a zkušené britské posádky dokáží manévrovat tak, že jejich plavidla nedokáže taranovat. Po třech hodinách boje rychlejší Huáscar unikl a bitva skončila bez vítěze.

### Druhá tichomořská válka
V druhé tichomořské válce v letech 1879–1883, známé též jako válka o ledek, se střetli Chile a koalice Peru s Bolívií, tedy někdejší spojenci. Příčinou války byly spory mezi Chile a Peru o výnosná naleziště ledku v andské provincii Atacama, ve které byly doposud nejasně vytyčené státní hranice. Peruánské námořnictvo tehdy bylo výrazně slabší a Bolívie neměla lodě, kterými by ho mohla posílit.
Dne 21. května 1879 velitel peruánského loďstva Miguel Grau Seminario vyplul s Huáscarem a fregatou Independencia narušit blokádu peruánského přístavu Iquique. V bitvě u Iquique se střetly s dvojicí chilských dělových člunů. Huáscar třikrát taranoval a potopil dělový člun Esmeralda. Naopak peruánská fregata Independencia při pronásledování druhého plavidla najela na útes a musela být vyhozena do povětří. Blokáda sice byla přerušena, ovšem Peruánci zůstali výrazně oslabeni.
Kapitán Grau byl s Huáscarem a korvetou Unión velice aktivní a svými nájezdy proti přístavům a námořní plavbě dovedl dlouho znepokojovat nepřítele a narušovat jeho operace. Až 8. října 1879 ho zaskočilo a porazilo silnější chilské námořnictvo, se kterým se utkal v námořní bitvě u Angamosu. Námořní kapitán Miguel Grau v bitvě utrpěl smrtelná zranění a stal se peruánským národním hrdinou. Jeho vlajková loď Huáscar byla zajata posádkami chilských obrněnců Blanco Encalada a Cochrane. Následně byl zařazen do chilského námořnictva a nasazen proti Peru. Mimo jiné se střetl s peruánským monitorem Manco Cápac (ex USS Oneota) a podílel se na blokádě přístavu Callao.

### Chilská občanská válka
Roku 1891 se Huáscar zapojil do chilské občanské války. Vzbouřenci jej nasadili při eskortě konvojů, či obsazení přístavu Taltal.

### Poválečná služba a přeměna na muzejní loď

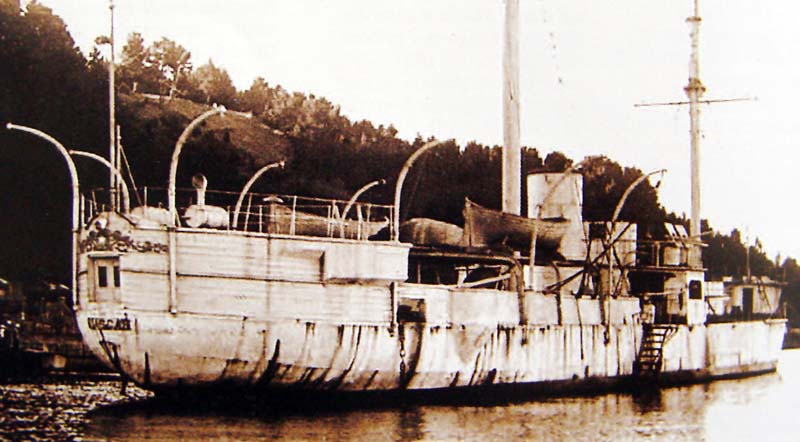
Huáscar ve 20. letech 20. století

Roku 1897 byl Huáscar poškozen výbuchem kotle a vyřazen ze služby. Po částečné opravě sloužil v letech 1917–1930 jako mateřská loď chilských ponorek. Ve 30. letech byly na plavidle provedeny opravy s cílem přeměnit jej na muzejní loď. Roku 1934 byl Huáscar znovu zařazen mezi plavidla chilského námořnictva. V letech 1951–1952 bylo plavidlo restaurováno a vráceno do stavu z roku 1897. Zpřístupněno bylo jako muzejní loď ve městě Talcahuano. Peruánským žádostem o vrácení ukořistěného plavidla nebylo vyhověno.